# تكية حصير فروشان
تكية حصير فروشان (بالفارسية: تکیه حصیر فروشان) هي تكية شيعية تاريخية تعود إلى القاجاريين، وتقع في بابل.